# Standardleistungsbuch
Das Standardleistungsbuch für das Bauwesen (StLB) dient der standardisierten Beschreibung von Bauleistungen und dem Informationsaustausch der am Bau beteiligten Partner.
Die Textsammlungen wurden seit Ende der 60er Jahre für jeden Leistungsbereich als separates Buch in gedruckter Form veröffentlicht.
Ab 1996 wurden die Textbausteine als dynamische Datenbank veröffentlicht und die Pflege der gedruckten Ausgaben zu Beginn des neuen Jahrtausends eingestellt.
Unterschieden wird die Nutzung für konkrete Bauvorhaben (Standardleistungsbuch Bau) und nicht planbare kurzfristig umzusetzende kleinere Bauumfänge, wie Reparaturen, Umbauten etc. (STLB-BauZ – Standardleistungsbuch für Zeitvertragsarbeiten).

## StLB Standardleistungsbuch für das Bauwesen (1970–2000)
Mit StLB, Standardleistungsbuch für das Bauwesen, wurden broschierte Buchausgaben bezeichnet, die ab 1973 per Erlass als Standard für Ausschreibungen eingeführt worden sind. Der Inhalt dieser Hefte besteht aus Tabellen. In den Tabellenspalten T1 bis T5 steht eine Codierung, in den folgenden Spalten die Einheit, der Langtext und der Kurztext. Der Inhalt dieser Bücher wurde später nahezu identisch auch in Form von Textdateien veröffentlicht. Über diese Dateien und entsprechende Software konnten Nutzer Ausschreibungstexte durch Eingabe der T1 – T5 Nummer zusammenstellen. Seit ca. 2000 werden diese Bücher nicht mehr neu aufgelegt und die Dateien mit dem 80er Datensatz nicht mehr gepflegt.

## STLB-Bau -Dynamische Baudaten- (ab 1996)
STLB-Bau -Dynamische BauDaten- ist ein digitaler Textgenerator zur Beschreibung standardisierter Bauleistungen für Neubau und Bauen im Bestand und wird seit 1996 als Nachfolger des StLB vom Gemeinsamen Ausschuss Elektronik im Bauwesen (GAEB), Hauptausschuss im Deutschen Vergabe- und Vertragsausschuss für Bauleistungen (DVA), aufgestellt, von Dr. Schiller & Partner GmbH – Dynamische BauDaten - datentechnisch umgesetzt und von Deutsches Institut für Normung e. V. (DIN) herausgegeben. Die Ausschreibungstexte entsprechen der jeweils gültigen Fassung der VOB (insbesondere den Allgemeinen Technischen Vertragsbedingungen der VOB/C) sowie den einschlägigen technischen Regeln und den anerkannten Regeln der Technik. STLB-Bau erscheint zweimal jährlich.
STLB-Bau -Dynamische Baudaten- ist über eine Schnittstelle in verschiedene AVA-Programme (Ausschreibung, Vergabe, Abrechnung) integriert und kann mit gängigen Building Information Modeling (BIM)-Lösungen verknüpft werden.
Leistungsbeschreibungen für Gewerke:
| Nummer | Beschreibung                                                                    |
| ------ | ------------------------------------------------------------------------------- |
| 000    | Sicherheitseinrichtungen, Baustelleneinrichtungen                               |
| 001    | Gerüstarbeiten                                                                  |
| 002    | Erdarbeiten                                                                     |
| 003    | Landschaftsbauarbeiten                                                          |
| 004    | Landschaftsbauarbeiten – Pflanzen                                               |
| 005    | Brunnenbauarbeiten und Aufschlussbohrungen                                      |
| 006    | Spezialtiefbauarbeiten                                                          |
| 007    | Untertagebauarbeiten                                                            |
| 008    | Wasserhaltungsarbeiten                                                          |
| 009    | Entwässerungskanalarbeiten                                                      |
| 010    | Drän- und Versickerarbeiten                                                     |
| 011    | Abscheider- und Kleinkläranlagen                                                |
| 012    | Mauerarbeiten                                                                   |
| 013    | Betonarbeiten                                                                   |
| 014    | Natur-, Betonwerksteinarbeiten                                                  |
| 016    | Zimmer- und Holzbauarbeiten                                                     |
| 017    | Stahlbauarbeiten                                                                |
| 018    | Abdichtungsarbeiten                                                             |
| 020    | Dachdeckungsarbeiten                                                            |
| 021    | Dachabdichtungsarbeiten                                                         |
| 022    | Klempnerarbeiten                                                                |
| 023    | Putz- und Stuckarbeiten, Wärmedämmsysteme                                       |
| 024    | Fliesen- und Plattenarbeiten                                                    |
| 025    | Estricharbeiten                                                                 |
| 026    | Fenster, Außentüren                                                             |
| 027    | Tischlerarbeiten                                                                |
| 028    | Parkett-, Holzpflasterarbeiten                                                  |
| 029    | Beschlagarbeiten                                                                |
| 030    | Rollladenarbeiten                                                               |
| 031    | Metallbauarbeiten                                                               |
| 032    | Verglasungsarbeiten                                                             |
| 033    | Baureinigungsarbeiten                                                           |
| 034    | Maler- und Lackierarbeiten – Beschichtungen                                     |
| 035    | Korrosionsschutzarbeiten an Stahlbauten                                         |
| 036    | Bodenbelagarbeiten                                                              |
| 037    | Tapezierarbeiten                                                                |
| 038    | Vorgehängte hinterlüftete Fassaden                                              |
| 039    | Trockenbauarbeiten                                                              |
| 040    | Wärmeversorgungsanlagen – Betriebseinrichtungen                                 |
| 041    | Wärmeversorgungsanlagen – Leitungen, Armaturen, Heizflächen                     |
| 042    | Gas- und Wasseranlagen – Leitungen, Armaturen                                   |
| 043    | Druckrohrleitungen für Gas, Wasser und Abwasser                                 |
| 044    | Abwasseranlagen – Leitungen, Abläufe, Armaturen                                 |
| 045    | Gas-, Wasser- und Entwässerungsanlagen – Ausstattung, Elemente, Fertigbäder     |
| 046    | Gas-, Wasser- und Entwässerungsanlagen – Betriebseinrichtungen                  |
| 047    | Dämm- und Brandschutzarbeiten an technischen Anlagen                            |
| 049    | Feuerlöschanlagen, Feuerlöschgeräte                                             |
| 050    | Blitzschutz- / Erdungsanlagen, Überspannungsschutz                              |
| 051    | Kabelleitungstiefbauarbeiten                                                    |
| 052    | Mittelspannungsanlagen                                                          |
| 053    | Niederspannungsanlagen – Kabel / Leitungen, Verlegesysteme, Installationsgeräte |
| 054    | Niederspannungsanlagen – Verteilersysteme und Einbaugeräte                      |
| 055    | Ersatzstromversorgungsanlagen                                                   |
| 057    | Gebäudesystemtechnik                                                            |
| 058    | Leuchten und Lampen                                                             |
| 059    | Sicherheitsbeleuchtungsanlagen                                                  |
| 060    | Elektroakustische Anlagen, Sprechanlagen, Personenrufanlagen                    |
| 061    | Kommunikationsnetze                                                             |
| 062    | Kommunikationsanlagen                                                           |
| 063    | Gefahrenmeldeanlagen                                                            |
| 064    | Zutrittskontroll-, Zeiterfassungssysteme                                        |
| 069    | Aufzüge                                                                         |
| 070    | Gebäudeautomation                                                               |
| 075    | Raumlufttechnische Anlagen                                                      |
| 078    | Kälteanlagen für raumlufttechnische Anlagen                                     |
| 080    | Straßen, Wege, Plätze                                                           |
| 081    | Betonerhaltungsarbeiten                                                         |
| 082    | Bekämpfender Holzschutz                                                         |
| 083    | Sanierungsarbeiten an schadstoffhaltigen Bauteilen                              |
| 084    | Abbruch- und Rückbauarbeiten                                                    |
| 085    | Rohrvortriebsarbeiten                                                           |
| 087    | Abfallentsorgung, Verwertung und Beseitigung                                    |
| 090    | Baulogistik                                                                     |
| 091    | Stundenlohnarbeiten                                                             |
| 096    | Bauarbeiten an Bahnübergängen                                                   |
| 097    | Bauarbeiten an Gleisen und Weichen                                              |
| 098    | Witterungsschutzmaßnahmen                                                       |

Mit dem Begriff STLB-Bau wird zum einen der fachliche Inhalt bezeichnet. Aus technischer Sicht wird mit dem Begriff STLB-Bau oft das entsprechende Programmmodul bezeichnet.
Mit der Onlinelösung können Leistungsbeschreibungen im Browser erstellt werden.

## STLB-BauZ – Standardleistungsbuch für Zeitvertragsarbeiten
Beim Standardleistungsbuch für Zeitvertragsarbeiten handelt es sich um die Datei- und Papierform einer Textsammlung für Ausschreibungstexte. Im Vergleich zum STLB ist diese Textsammlung einfacher und nicht so umfangreich. Für das STLB gab es ca. 70 Gewerke. In dieser Textsammlung gibt es Texte für zurzeit 28 Leistungsbereiche. Außerdem sind die einzelnen Leistungen in dieser Textsammlung nicht so detailliert beschrieben wie im STLB. Im Gegensatz zum STLB beschränkt sich der Code auf T1-T3. Diese Einschränkung ermöglicht eine übersichtlichere Darstellung in der Buchform. Auf Grund der Einschränkungen ist der Gebrauch dieser Texte gesetzlich auf kleinere Bauvorhaben beschränkt. Für solche Bauvorhaben werden oft Verträge abgeschlossen, die nicht ein konkretes Projekt betreffen, sondern alle in einem bestimmten Zeitraum anfallenden Leistungen. Hiervon leitet sich die Formulierung Zeitvertragsarbeiten ab. Seit 2008 stehen die Daten des STLB-BauZ auch als GAEB-Dateien zur Verfügung.

## Trivia
Die bis ca. 2000 in Papierform veröffentlichten Textsammlungen – für jeden Leistungsbereich wurde ein separates Buch veröffentlicht – wurden wegen ihres gelben Einbandes umgangssprachlich als gelbe Hefte bezeichnet.
Die ersten Dateien wurden aufgrund der damals maximal möglichen 80 Zeichen pro Zeile auch als „80er Datensatz“ bezeichnet.